# Вспышка ближневосточного респираторного синдрома в Южной Корее
В мае 2015 года в Южной Корее произошла вспышка ближневосточного респираторного синдрома (MERS). Данный вирус впервые был обнаружен египетским учёным в Саудовской Аравии в апреле 2012 года.

## Хронология
Власти Южной Кореи сообщили о первом случае заболевании ближневосточным синдромом 20 мая 2015 года.
На начало второй декады июня 2015 года было зафиксировано 95 случаев заболевших и 9 случаев смертей от вспышки. 2199 школ были временно закрыты, в том числе 19 университетов. 2892 человека находятся в изоляции на дому или в назначенных правительством объектах.
По состоянию на 1 июля 2015 года от коронавируса в Южной Корее погибли 33 человека, общее число инфицированных составляло 182 человека. 95 человек, у которых было подтверждено наличие вируса MERS, выписаны из больниц. Карантинный режим распространялся на 2,6 тысячи человек.
В течение четырёх дней не было выявлено новых зараженных, однако 2 июля был зафиксирован новый больной — медсестра в больнице «Samsung» в Сеуле. Вместе с этим продолжалось увеличиваться количество выздоровевших.
В течение более двух недель внутри страны не были зафиксированы случаи заражения коронавирусом MERS. 20 июля 2015 года представители правительства Южной Кореи заявили об окончании эпидемии вируса MERS.

## Статистика инфицированных людей
| Дата                | Заболевшие | Умершие |
| ------------------- | ---------- | ------- |
| 2015-05-20          | 1          |         |
| 2015-05-21          | 3          |         |
| 2015-05-26          | 4          |         |
| 2015-05-27          | 5          |         |
| 2015-05-28          | 7          |         |
| 2015-05-29          | 12         |         |
| 2015-05-30          | 13         |         |
| 2015-05-31          | 15         |         |
| 2015-06-01          | 18         | 1       |
| 2015-06-02          | 25         | 2       |
| 2015-06-03          | 30         | 2       |
| 2015-06-04          | 36         | 3       |
| 2015-06-05          | 41         | 4       |
| 2015-06-06          | 50         | 4       |
| 2015-06-07          | 64         | 5       |
| 2015-06-08          | 87         | 6       |
| 2015-06-09          | 100        | 7       |
| 2015-06-10          | 108        | 9       |
| 2015-06-11          | 122        | 10      |
| 2015-06-12          | 126        | 13      |
| 2015-06-13          | 138        | 14      |
| 2015-06-14          | 150        | 16      |
| 2015-06-15          | 154        | 19      |
| 2015-06-16          | 162        | 19      |
| 2015-06-22          | 169        | 27      |
| 2015-06-27          | 182        | 32      |
| 2015-07-02          | 183        | 33      |
| Всего заболело: 183 |            |         |
| Всего умерло: 33    |            |         |